# Лицем у лице у Напуљу
„Лицем у лице у Напуљу” је југословенски ТВ филм из 1983. године. Режирао га је Дејан Ћорковић а сценарио је написао Радомир Путник по новели Ричарда Фрелека.

## Улоге
| Глумац                | Улога                              |
| --------------------- | ---------------------------------- |
| Петар Банићевић       | Винстон Черчил, председник владе   |
| Михаило Миша Јанкетић | Јосип Броз Тито                    |
| Васа Пантелић         | Вилсон                             |
| Милан Пузић           | Харолд Макмилан                    |
| Дејан Чавић           | Иван Шубашић, председник кр. владе |
| Мило Мирановић        | Фицрој Маклејн                     |
| Миодраг Радовановић   | Вилијам Дикин                      |
| Иван Клеменц          | Стефенсон, амбасадор               |
| Нада Војиновић        | Секретарица (Олга Хумо)            |